# TT293
La tombe thébaine TT 293 est située à Dra Abou el-Naga, dans la nécropole thébaine, sur la rive ouest du Nil, face à Louxor en Égypte.
C'est la tombe de Hou (selon Frederike Kampp) ou de Ramsèsnakht, grand prêtre d'Amon, (selon le Porter and Moss) qui a peut-être vécu à la XXe dynastie, durant le règne de Ramsès IV.